# Giancarlo Sanchez
Giancarlo Sanchez (Amsterdam, 1987) is een Nederlands film- en televisieregisseur.

## Levensloop
Sanchez werd geboren in Amsterdam en is de zoon van een Argentijnse vader en een Colombiaanse moeder.
Sanchez studeerde aan de Nederlandse Filmacademie en sloot deze opleiding in 2014 goed af met zijn eindexamenfilm Gameboy, met deze korte film wist hij tevens een Topkapi Films Fictie Prijs te winnen voor beste fictie film. Hierna regisseerde Sanchez in 2015 de televisieserie 4Jim voordat hij in 2016 de televisiefilm Horizon regisseerde, met deze film wist hij een Gouden Kalf te winnen in de categorie Beste Televisiedrama.
Hierna werkte Sanchez als regisseur aan diverse televisieseries mee, waaronder de BNNVARA-serie Van God Los, de Videoland-serie Mocro Maffia en de Netflix-serie Ares.

## Filmografie

### Film
- 2014: Gameboy
- 2016: Horizon
- 2019: Evert_45 The Movie
- 2021: Boys Feels: I Love Trouble

### Televisie
- 2015: 4Jim, 21 afleveringen
- 2017: Evert_45, 11 afleveringen
- 2017: Van God Los, 1 aflevering
- 2018: Mocro Maffia, 4 afleveringen
- 2018-2021: Joardy Season, 8 afleveringen
- 2019-2020: Joardy Sitcom, 4 afleveringen
- 2020: Ares, 8 afleveringen
- 2022: Seef Spees
- 2022: Meer Soundos
- 2023-2024: Santos, 5 afleveringen

### Videoclip
- 2014: Zusje, van Ronnie Flex en Mr. Polska
- 2013: Op een level, van The Opposites